# Inte-nudda-golv

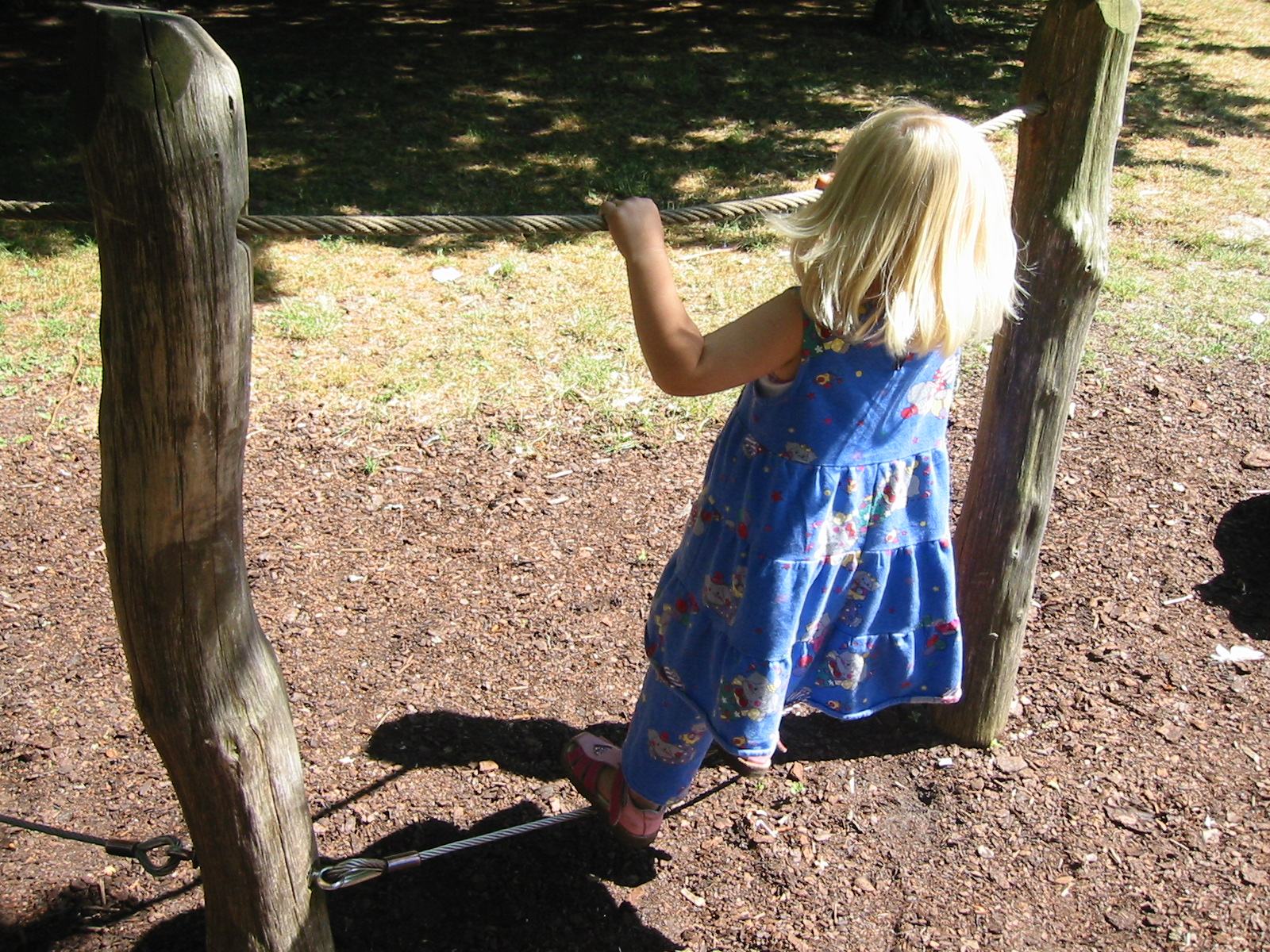
En flicka i Danmark leker inte-nudda-mark.

Inte-nudda-golv, utomhus: inte-nudda-mark, är en lek som, precis namnet antyder, går ut på att ta sig förbi en viss plats eller märkt bana utan att röra vid golvet eller marken. Den som då nuddar golvet eller marken har förlorat, och den som kan hålla sig kvar längst vinner.
Leken förekommer bland annat i Astrid Lindgrens böcker om Pippi Långstrump.